# Pudeoniscus birabeni
Pudeoniscus birabeni là một loài chân đều trong họ Pudeoniscidae. Loài này được Vandel miêu tả khoa học năm 1963.